# Gud som haver barnen kär har du någon ull
Gud som haver barnen kär har du någon ull är titeln på en bok, utgiven 2003. Den är skriven av Mark Levengood och Unni Lindell och är uppföljaren till Gamla tanter lägger inte ägg och innehåller liksom sin föregångare citat av yngre barn.
Bokens titel kommer av bönen "Gud som haver barnen kär" och en rad ur barnsången "Bä, bä, vita lamm".

## Bokfakta
- Gud som haver barnen kär har du någon ull / Mark Levengood och Unni Lindell ; illustrationer: Christina Alvner ; översättning: Astrid Sivander. - 2003. - ISBN 91-642-0046-9 (inb)